# Garry Birtles
Pour les articles homonymes, voir Birtles.
Garry Birtles est un footballeur anglais né le 27 juillet 1956 à Nottingham.

## Carrière
- 1976-1980 : Nottingham Forest  Angleterre
- 1980-1982 : Manchester United  Angleterre
- 1982-1987 : Nottingham Forest  Angleterre
- 1987-1988 : Notts County  Angleterre
- 1989-1991 : Grimsby Town  Angleterre

## Palmarès
- 3 sélections et 0 but avec l'équipe d'Angleterre entre 1980 et 1981.